# Петралія-Соттана
Петралія-Соттана (італ. Petralia Sottana, сиц. Pitralìa Suttana) — муніципалітет в Італії, у регіоні Сицилія, метрополійне місто Палермо.
Петралія-Соттана розташована на відстані близько 480 км на південь від Рима, 75 км на південний схід від Палермо.
Населення — 2872 особи (2014).

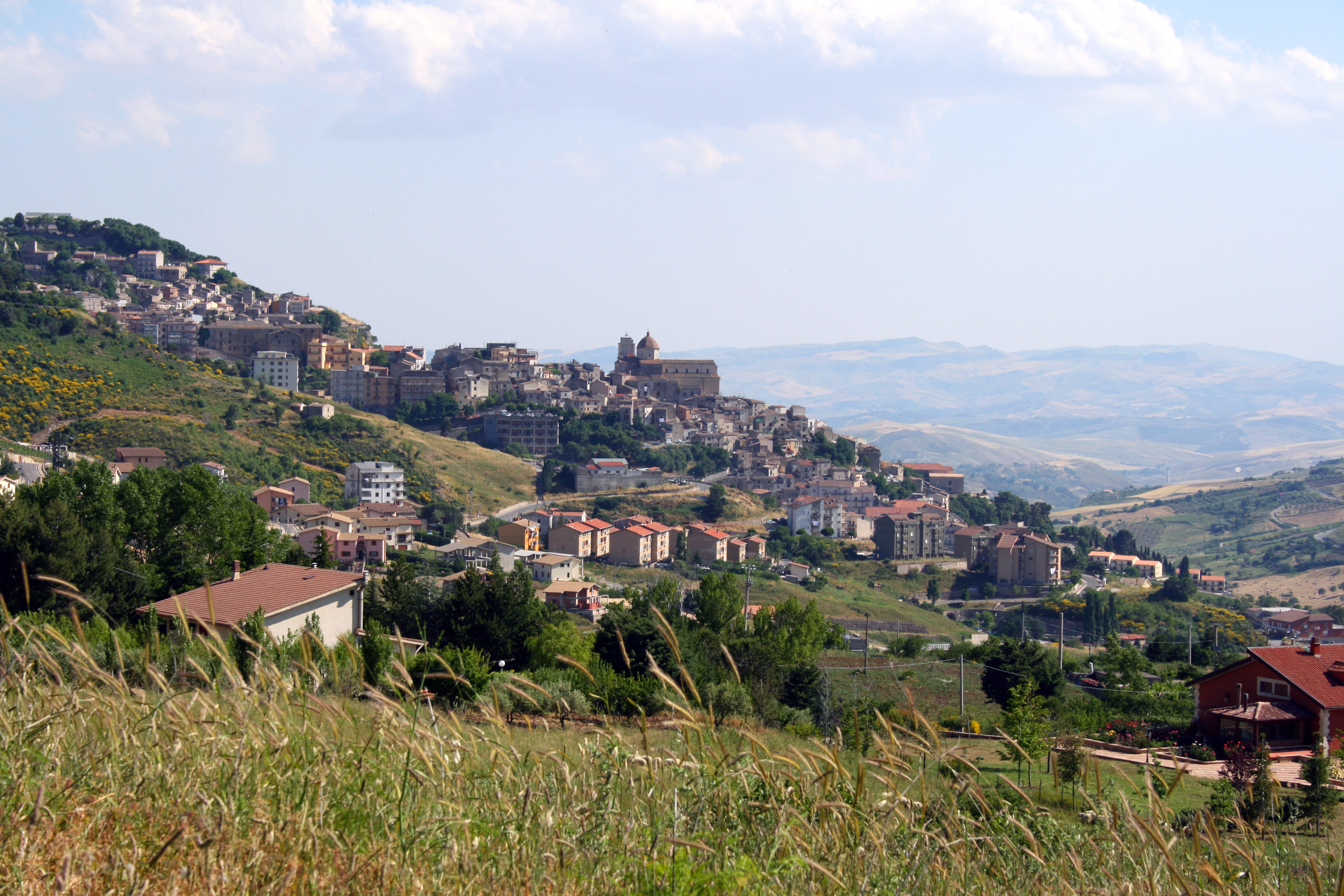

Щорічний фестиваль відбувається 18 червня. Покровитель — San Calogero.

## Демографія
Населення за роками:

Станом на 1 січня 2023 року в муніципалітеті офіційно проживало 39 іноземців з 12 країн, серед них 26 громадян країн Євросоюзу.

## Сусідні муніципалітети
- Алімена
- Блуфі
- Кальтаніссетта
- Кастельбуоно
- Кастеллана-Сікула
- Джерачі-Сікуло
- Ізнелло
- Маріанополі
- Петралія-Сопрана
- Поліцці-Дженероза
- Резуттано
- Санта-Катерина-Віллармоза
- Віллальба